# Hundred de Port Adelaide
Estação de quarentena, Ilha Torrens
O Hundred de Port Adelaide é um hundred cadastral cobrindo a vizinhança de Port Adelaide, Península de Lefevre e a Costa das planícies Planícies de Adelaide sul do rio Gawler e oeste do Porto Wakefield (estrada). É um dos onze hundreds do Condado de Adelaide e foi nomeado em 1846 pelo governador  Frederick Robe.

## Governo local
O Conselho distrital de Yatala foi proclamado em 1853, o primeiro órgão do governo local no hundred. Assim como grande parte do centro da Hundred de Yatala, cobriu um vasto sul subdesenvolvido faixa leste do Hundred de Port Adelaide, incluindo a Dry Creek e Norte Arm Creek zonas húmidas. Em 1868, o Conselho de Yatala se dividiu em Yatala Sul e Yatala Norte, o primeiro ainda abrange os townships semi-industriais a leste de Rosewater dentro do hundred, como Wingfield, Grand Junction e Burford Gardens perto de Gepps Cross. O conselho de Yatala Norte cobriu os swamplands subdesenvolvidos dentro do hundred entre os rio Little Para e Dry Creek até o estabelecimento do Conselho Distrital da Salisbury assumiu a governança local do hundred leste do Barker Inlet e Dry Creek drenagem em 1933. No mesmo ano, o conselho do Yatala Sul foi renomeado para Enfield.
A Cidade corporativa de Port Adelaide foi estabelecido em 1855, o primeiro órgão do governo local na península de Lefevre. Sentado em Port Adelaide foi juntado ao sul imediato por parte do Conselho Distrital da Portland Estate em 1859, um governo local assentado no Portland Estate township que agora é parte da moderna localidade de Port Adelaide. O conselho de Portland Estate foi o primeiro de todos os órgãos do governo local na península de Lefevre a se unir com a municipalidade de Port Adelaide, o que fez em 1884.
O Conselho Distrital de Glanville foi estabelecido em 1864 ao longo da costa e se expandiu para a extremidade sudoeste do hundred. A parte do conselho de Glanville dentro do Hundred de Port Adelaide foi absorvida pela nova cidade corporativa do semáforo em 1884. O Conselho Distrital da Península de Lefevre foi estabelecido em Exeter em 1872, mas se amalgama com a municipalidade de Port Adelaide em 1884. O Conselho Distrital de Birkenhead Foi estabelecido em 1877 por secessão do conselho da Península de Lefevre. Em 1884, este se amalgamou com o conselho de Birkenhead e, em 1886, o próprio Birkenhead se amalgamou com a municipalidade de Port Adelaide.
O Conselho Distrital de Rosewater do outro lado do estuário Rio Port foi estabelecido em 1877. Como os outros conselhos portuários, ele também foi amalgamado com o municipalidade de Port Adelaide em 1889.
Em 1890, a municipalidade de Semaphore era o único órgão do governo local restante na península de Lefevre, além de Port Adelaide. Ele se amalgamou com a municipalidade de Port Adelaide em 1900.
Quando a cidade de Port Adelaide e a cidade de Enfield foram amalgamadas em 1996, todas as partes urbanizadas do Hundred de Port Adelaide eram governadas pelo mesmo órgão do governo local, Cidade de Port Adelaide Enfield. A porção não urbanizada do Hundred norte da Dry Creek salinas e a oeste da estrada do Porto Wakefield ainda é governado localmente pela Cidade de Salisbury.